# Clan Chōsokabe
El clan Chōsokabe (長宗我部氏 Chōsokabe-shi?), también conocido como Chōsokame (長曾我部、長宗我部?), fue un clan japonés de la isla de Shikoku. Con el tiempo, fueron conocidos por servir al clan Hosokawa, luego al clan Miyoshi y entonces al clan Ichijō, aunque posteriormente se liberaron y llegaron a dominar en toda la isla, antes de ser derrotados por Toyotomi Hideyoshi.

## Historia

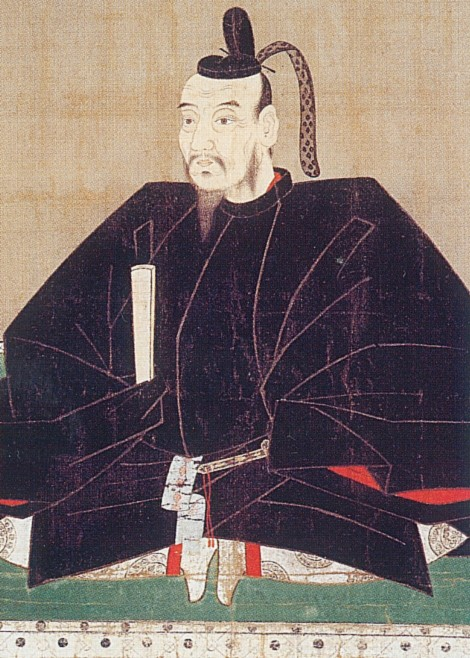
Chōsokabe Motochika, vigésimo primer daimyō del clan.

El clan afirmaba ser descendientes de Qin Shi Huang (m. 210 a. C.), el primer emperador de una China unificada.
El clan está asociado con la provincia de Tosa en la actual prefectura de Kōchi en la isla de Shikoku. Chōsokabe Motochika, que unificó Shikoku, fue el vigésimo primer daimyō (o jefe) del clan.
En el comienzo del período Sengoku, el padre de Chōsokabe Kunichika, Kanetsugu, fue asesinado por el clan Motoyama en 1508. Por lo tanto, Kunichika fue criado por el aristócrata Ichijō Husaie del clan Ichijō en la provincia de Tosa. Más tarde, hacia el final de su vida, Kunichika se vengó del clan Motoyama y los destruyó con la ayuda de los Ichijō en 1560. Kunichika tendría hijos, incluido su heredero y el futuro daimyō de Chōsokabe, Motochika, quien continuaría unificando Shikoku.
Primero, la familia Ichijō fue derrocada por Motochika en 1574. Más tarde, obtuvo el control del resto de Tosa debido a su victoria en la batalla de Watarigawa de 1575. Luego también destruyó el clan Kono y el clan Soga. Durante la década siguiente, extendió su poder a todo Shikoku en 1583. Sin embargo, en 1585, Toyotomi Hideyoshi (el sucesor de Oda Nobunaga) invadió la isla con una fuerza de 100 000 hombres, liderados por Ukita Hideie, Kobayakawa Takakage, Kikkawa Motonaga, Toyotomi Hidenaga y Toyotomi Hidetsugu. Motochika se rindió y perdió las provincias de Awa, Sanuki e Iyo; Hideyoshi le permitió retener Tosa.
Subordinados a Hideyoshi, Motochika y su hijo Chōsokabe Nobuchika participaron en la invasión de la vecina Kyūshū, en la que murió Nobuchika. En 1590, Motochika dirigió una flota naval en el asedio de Odawara, y también luchó en las invasiones japonesas de Corea junto con Toyotomi Hideyoshi en 1592.
Después de que Motochika muriera en 1599 a los 61 años, el siguiente líder del clan fue su hijo Chōsokabe Morichika. Lideró las fuerzas del clan en apoyo de los Toyotomi en la batalla de Sekigahara. Después de 1600, los Chōsokabe perdieron su poder como daimyō de Tosa.
Después del sitio de Osaka en 1615, Morichika fue ejecutado y el clan terminó sus días como una fuerza política y militar.
Entre los vasallos del clan se encontraban Kōsokabe Chikayasu, Tani Tadasumi, Hisatake Chikanao, Yoshida Takayori, Yoshida Shigetoshi y Yoshida Masashige. Shirō Sōkabe, un misionero del siglo XIX, era descendiente del clan Chōsokabe.

## Jefes del clan
1. Chōsokabe Yoshitoshi (長宗我部能俊, ? – ? )
2. Chōsokabe Toshimune (長宗我部俊宗, ? – ? )
3. Chōsokabe Tadatoshi (長宗我部忠俊, ? – ? )
4. Chōsokabe Shigeuji (長宗我部重氏, ? – ? )
5. Chōsokabe Ujiyuki (長宗我部氏幸, ? – ? )
6. Chōsokabe Kiyoyuki (長宗我部満幸, ? – ? )
7. Chōsokabe Kanemitsu (長宗我部兼光, ? – ? )
8. Chōsokabe Shigetoshi (長宗我部重俊, ? – ? )
9. Chōsokabe Shigetaka (長宗我部重高, ? – ? )
10. Chōsokabe Shigemune (長宗我部重宗, ? – ? )
11. Chōsokabe Nobuyoshi (長宗我部信能, ? – ? )
12. Chōsokabe Kaneyoshi (長宗我部兼能, ? – ? )
13. Chōsokabe Kanetsuna (長宗我部兼綱, ? – ? )
14. Chōsokabe Yoshishige (長宗我部能重, ? – ? )
15. Chōsokabe Motochika (長宗我部元親, ? – ? )
16. Chōsokabe Fumikane (長宗我部文兼, ? – ? )
17. Chōsokabe Motokado (長宗我部元門, ? –1471)
18. Chōsokabe Katsuchika (長宗我部雄親, ? –1478)
19. Chōsokabe Kanetsugu (長宗我部兼序, ? –1518)
20. Chōsokabe Kunichika (長宗我部国親, 1504–1560)
21. Chōsokabe Motochika (長宗我部元親, 1539–1599)
22. Chōsokabe Morichika (長宗我部盛親, 1575–1615)
23. Chōsokabe Moritsune (長宗我部盛恒, ? –1615)